# Landschaftsschutzgebiet Východné Karpaty
Das Landschaftsschutzgebiet Východné Karpaty (slowakisch Chránená krajinná oblasť Východné Karpaty, wörtlich Landschaftsschutzgebiet Ostkarpaten) ist ein Landschaftsschutzgebiet im Nordosten der Slowakei. Es bedeckt einen schmalen Landstreifen an der slowakisch-polnischen Grenze in den Niederen Beskiden und liegt vollständig im politischen Bezirk Prešovský kraj (Okresy Humenné, Medzilaborce, Snina, Stropkov und Svidník).
Der Sitz der Verwaltung befindet sich in Medzilaborce.

## Geschichte
Das Landschaftsschutzgebiet wurde ursprünglich im Jahre 1977 eingerichtet und war damals 988,10 km² groß, inklusive einer 309,10 km² großen Schutzzone. Seit 1992 gehört es zum UNESCO-Biosphärenreservat Ostkarpaten, zusammen mit dem angrenzenden polnischen Gebiet. Nach der Ausrufung des Nationalparks Poloniny im Jahre 1997 im Osten des CHKO wurde die Fläche auf 253,07 km² verkleinert. Die Grenze zwischen dem Nationalpark und dem CHKO liegt im Udava-Tal bei Osadné.

## Geographie
:

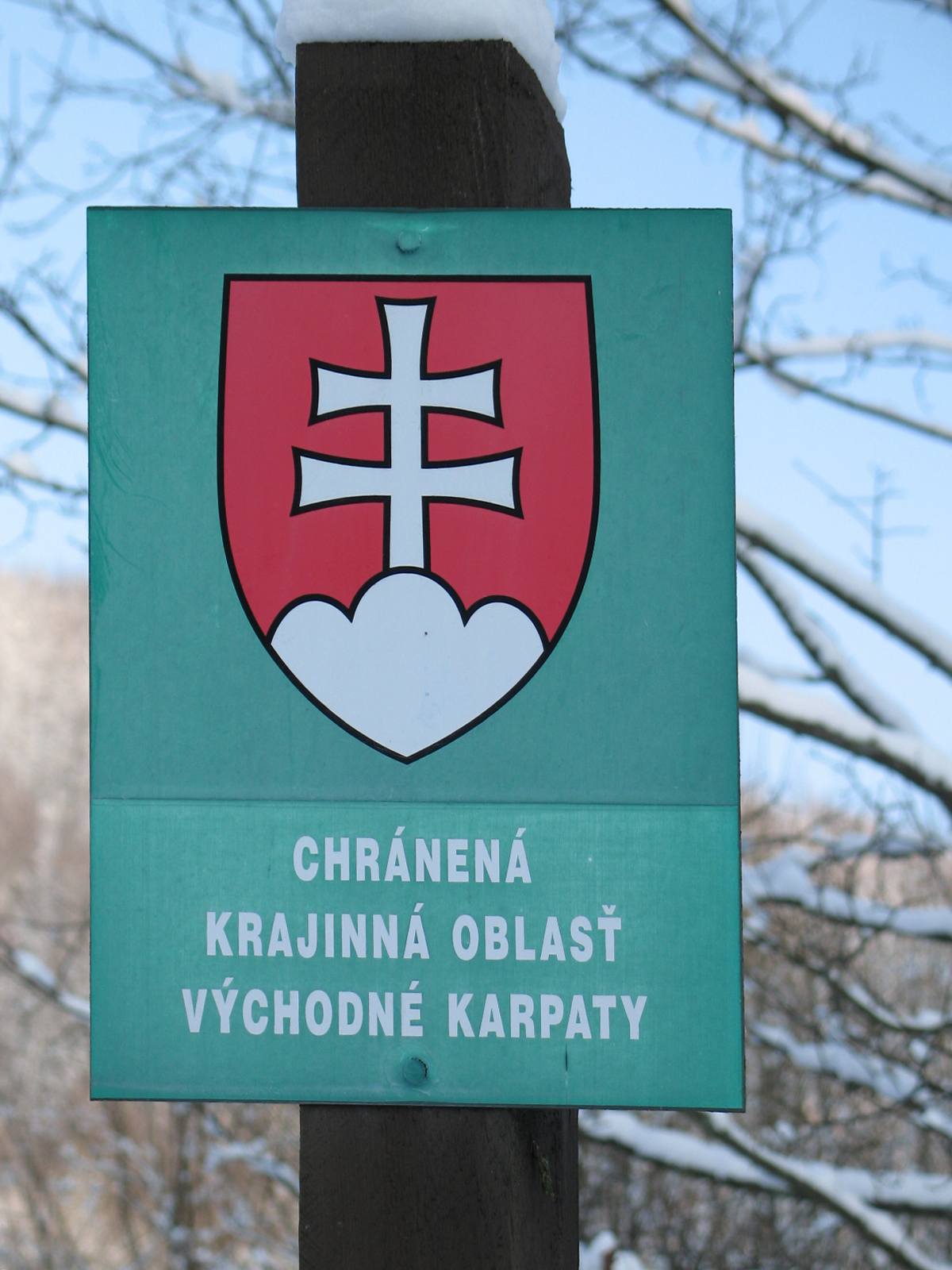
Hinweisschild an der Grenze des Landschaftsschutzgebiets

Das Landschaftsschutzgebiet liegt mehrheitlich im Bergland Laborecká vrchovina in den Niederen Beskiden und stellt einen i. d. R. drei bis vier Kilometer breiten Landstreifen südlich der polnischen Grenze unter Schutz. Geologisch gesehen handelt es sich um ein Flyschgebirge. Das Gebiet umfasst den Karpatenhauptkamm sowie die oberen Enden der Nord-Süd-Täler und erstreckt sich von Vápeník unter dem Berg Filipovský vrch (705 m n.m.) über den Duklapass (502 m n.m.) bei Vyšný Komárnik, den Čertižné-Pass (581 m n.m.) bei Čertižné und Lupków-Pass (640 m n.m.) bei Palota, den höchsten Berg des CHKO Vysoký grúň (905 m n.m.) bei Vyšná Jablonka, bis zum Udava-Tal unter dem Berg Rydošova (877 m n.m.) bei Osadné. Durch seine Lage liegt das Gebiet am Übergang von den West- in die Ostkarpaten. Der bedeutendste Fluss des Gebiets ist der Laborec, Westteile des CHKO gehören zum Einzugsgebiet der Ondava.
Das Gebiet des CHKO ist reich bewaldet, mehr als im Bergland Laborecká vrchovina selbst. Am meisten verbreitet sind die Buchen, weniger die Tannen und nur in geringem Ausmaß die Eichen. Die häufig vorkommenden Fichten sind künstlich angepflanzt worden, da kein Teil des CHKO die nötige Vegetationsstufe erreicht. Hier kann man sowohl west- als auch ostkarpatische Endemiten finden. Einige Beispiele seltener oder gefährdeter Pflanzen sind: Tithymalus sojakii (Gattung Wolfsmilch), Herzblättriger Beinwell, Krainer Tollkraut oder Große Telekie. An einigen Stellen treten auch Torfmoorgesellschaften auf, mit seltenen Arten der Moose.
Die ursprünglichen Wälder bieten eine Heimat für verschiedene seltene und gefährdete Tierarten wie etwa für Wölfe, Luchse, Braunbären, Fischotter, Habichtskäuze und Schwarzstörche.

## Besonderer Naturschutz
- Národné prírodné rezervácie (NPR, Nationale Naturreservate)

Komárnická jedlina (74,7 ha, seit 1984)
Palotská jedlina (157,15 ha, 1982)
- Prírodné rezervácie (PR, Naturreservate)

Beskyd (49,44 ha, 1981)
Čertižnianske lúky (1,36 ha, 1979)
Dranec (34,22 ha, 1930)
Haburské rašelinisko (1,34 ha, 1981)
Hostovické lúky (4,69 ha, 1980)
Pod Demjatou (2,04 ha, 1986)
Quelle: